# Heterocola nigrotibialis
Heterocola nigrotibialis là một loài tò vò trong họ Ichneumonidae.